# Gynoxys
Gynoxys là một chi thực vật có hoa trong họ Cúc (Asteraceae).

## Loài
Chi Gynoxys gồm các loài: